# دهه ۱۳۲۰ (میلادی)

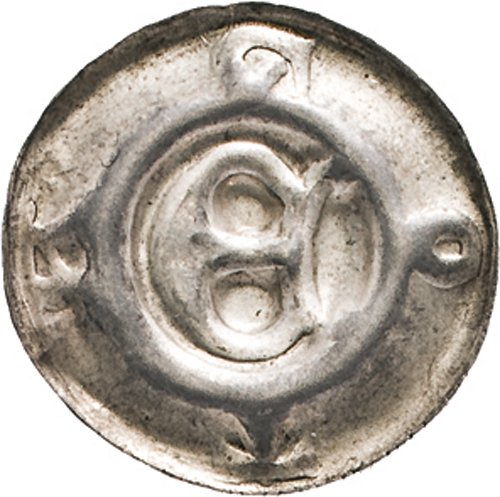
نگاره ای از الیزابت فون آرشا

دهه ۱۳۲۰ (میلادی) صد و سی و دومین دهه تقویم میلادی است.

## درگذشتگان
‎